# 印西警察署
印西警察署（いんざいけいさつしょ）は、千葉県警察が管轄する警察署の一つである。署長は警視。

## 所在地
- 千葉県印西市大森2514番地13

## 管轄区域
- 印西市及び白井市並びに印旛郡栄町（成田警察署の管轄区域を除く）

## 庁舎概要
印西警察署庁舎
- 竣工年 : 1974年
- 延床面積 : 1,097m²
- 構造/規模 : RC造、地上3階

印西警察署別館
- 竣工年 : 1988年
- 延べ床面積 : 344m²
- 構造/規模 : RC造、地上2階

印西警察署車庫
- 竣工年 : 1974年
- 延べ床面積 : 204m²
- 構造/規模 : S造、地上1階

## 沿革
- 1955年（昭和30年）9月1日 - 町村合併により、千葉県木下警察署から千葉県印西警察署に改称
- 2018年（平成30年）5月1日 - 白井市役所東庁舎内に県内初の白井分庁舎を開庁。運転免許業務や交通規制業務を中心に取り扱う

## 分庁舎
- 白井分庁舎（白井市復1123番地）

## 交番

### 印西市
- 木下駅前交番（印西市木下1630-5）
- 小林交番（印西市小林北3-9-4）
- 中央駅前交番（印西市中央南1-436-3）
- 牧の原交番（印西市原1-101）

### 白井市
- 白井交番（白井市木614-1）
- 白井駅前交番（白井市堀込1丁目2番1号）
- 西白井駅前交番（白井市清水口1-1-18）

## 駐在所

### 印西市
- 岩戸駐在所（印西市岩戸1414-3）

- 浦部駐在所（印西市浦部386番地8）
- 日本医大駅前駐在所（印西市舞姫1丁目1番地3）
- 船尾駐在所（印西市船尾1319-4）
- 本埜駐在所（印西市笠神428-1-2）

### 白井市
- 冨士駐在所（白井市冨士68-58）

### 栄町
- 布鎌駐在所（印旛郡栄町南ヶ丘1-18-3）